# Whatever the Weather
Albums de Dionysos
Monsters in Live
Whatever the Weather est le premier album enregistré en public du groupe de rock français Dionysos. Cet album live, sorti entre Western sous la neige et Monsters in Love est en fait décliné en deux versions : un live acoustique et un live électrique. Il existe également un DVD retraçant le concert strasbourgeois de la tournée électrique.
Les couvertures sont illustrées par Joann Sfar, avec des personnages issus de la série Grand Vampire.

## Titres de l'album
| Live acoustique 1. Arthur 2. Petit Colorado 3. Spiderman 4. Anorak 5. Surfin' Frog 6. I Love You 7. Song for Jedi 8. Lady Bird 9. Broken Tit's 10. Coccinelle 11. My Rifle, My Pony and Me 12. She Is the Liquid Princess 13. She Is the Liquid Princess 14. Coiffeur d'oiseaux 15. Coiffeur d'oiseaux 16. Polar Girl 17. Don Diego 2000 18. Longboard Train 19. 45 tours 20. Coffin Song 21. Tokyo Montana | Live électrique 1. I Love You 2. McEnroe's Poetry 3. Don Diego 2000 4. New Eye Blues 5. Song for Jedi 6. Longboard Blues 7. Surfin' Frog 8. Ciel en sauce 9. I Put a Spell on You 10. Anorak 11. Thank You Satan 12. Coiffeur d'oiseaux 13. Coccinelle 14. Wet 15. Can I? 16. Tokyo Montana 17. Western sous la neige 18. Wedding Idea |

## Titres du DVD
Musicalement, le DVD semble être un mix des différentes versions, acoustiques et électriques ; ainsi on peut retrouver :
| 1. I Love You 2. Mc Enroe's Poetry 3. New Eye Blues 4. Ladybird 5. Anorak 6. Petit Colorado 7. Song for Jedi 8. Longboard Blues 9. Surfin'Frog 10. Wet 11. Thank You Satan 12. Can I? 13. Longboard Train 14. Coccinelle 15. Western Under the Nnow 16. I Put a Spell on You 17. Don Diego 2000 18. Coiffeur d'oiseaux 19. Coffin Song 20. Coccinelle 2 21. Tokyo Montana 22. Wedding Idea |

## Anecdotes
- Dionysos a également sorti une chanson intitulée Whatever the Weather, mais cette chanson n'est apparue que trois ans plus tard avec l'album La Mécanique du cœur.
- Dionysos ne renie pas ses premiers albums autoproduits : on peut en effet retrouver Polar Girl, Can I?, New Eye Blues ou encore Wet de l'album Happening Songs ainsi qu'Arthur de l'album The Sun Is Blue Like the Eggs in Winter.